# 黒部 (小惑星)
黒部（くろべ、8933 Kurobe )は小惑星帯に位置する小惑星。埼玉県のアマチュア天文家、佐藤直人が1997年に秩父市で発見した。
富山県にある黒部峡谷にちなんで命名された。